# Dasyprocta guamara
Dasyprocta guamara är en däggdjursart som beskrevs av Juhani Ojasti 1972. Dasyprocta guamara ingår i släktet agutier och familjen guldharar. IUCN kategoriserar arten globalt som nära hotad. Inga underarter finns listade i Catalogue of Life.
Denna gnagare blir med svans 51,3 till 60,4 cm lång vad som gör den till en av släktets största medlemmar men den är med en vikt av 3 till 4,4 kg lättare än lika stora arter. Kännetecknande är de stora bakfötterna som är en bra bit längre än kraniet (130 procent). Ovansidan är täckt av svart päls med några ockra färgade hår inblandade. Bakdelen har samma färg som andra delar av bålens ovansida.
Arten förekommer i nordöstra Venezuela. Habitatet utgörs av regnskogar som ofta översvämmas samt av mangroveträsk. Individerna vistas främst på marken och de är dagaktiva. Dasyprocta guamara äter frukter, frön och ibland andra växtdelar.